# Zhao Erfeng
Zhao Erfeng ou Chao Er-feng (chinois simplifié : 赵尔豐 ; chinois traditionnel : 趙爾豐 ; pinyin : zhào ěrfēng, également Ji He (季和, jìhé), né en 1845 et mort le 22 décembre 1911 à Chengdu, était un haut responsable Han de l'empire mandchou des Qing et des Huit Bannières, qui a appartenu à la Bannière bleue. 
Directeur-général du chemin de fer Sichuan - Hubei et agissant comme gouverneur général du Sichuan sous l'empire Qing, ce général réprima la révolte de 1905 dans la région du Kham (Tibet oriental).

## Biographie
Après la signature de la Convention sur le Tibet entre la Grande-Bretagne et la Chine en 1906, Pékin se rend compte de l'hésitation de Londres à s'engager davantage au Tibet mais aussi que le gouvernement tibétain et le dalaï-lama n'obéissent plus à l'amban et à l'empereur. En conséquence, l'Empire adopte pour cette région une nouvelle politique, destinée à contrecarrer les tendances centrifuges et à placer le Tibet et les principautés semi-autonomes du Kham sous administration directe, nommant le gouverneur général du Sichuan, Zhao Erfeng, commandant des armées au Tibet pour l'appliquer. Ce dernier est un serviteur loyal de l'Empire, mais aussi un contempteur des autres cultures. Il se retrouve chargé de mettre au pas les Khampas et de transformer le Tibet en tampon (la « main » (Tibet) qui protège le visage (la Chine). 
Zhao Erfeng impose durement des réformes sur le modèle chinois et crée la province du Xikang, dont il devient amban en mars 1908 (le dernier amban du Tibet) pendant que l'Amdo devient la province du Qinghai sous la direction de son frère Zhao Erxun.
A Batang, dans le Kham, en 1905, la sinisation est à l'ordre du jour. L'administration locale est répartie entre Chinois et Tibétains mais les moines en sont exclus. Les Chinois promulguent un édit réduisant à 300 au maximum le nombre de moines dans les monastères et interdisent leur recrutement pendant les vingt années suivantes. Le servage est aboli. Des écoles sont ouvertes. Un état-civil est créé. La fiscalité est modifiée. Seule la monnaie des Qing est admise, outre les lingots d'argent, comme moyen de paiement. L'hygiène du corps et le port du pantalon sont imposés. La coiffure à la Khampa est découragée au profit de la natte mandchoue. Les familles tibétaines doivent prendre un nom chinois. Les colons chinois sont incités à s'établir dans la région par une proclamation vantant des « terres prometteuses ». Des terres sont accordées aux prêtres catholiques français. Les mariages sino-tibétains sont encouragés,
Ces mesures provoquent une révolte conduite par les moines, au cours de laquelle l'artisan chinois du programme, Feng Ch'uan est assassiné avec son escorte et deux des prêtres catholiques. La réaction ne se fait pas attendre : les responsable de la province du Sichuan dépêchent une armée qui prend Batang et y détruit les monastères, ce qui, à l'époque, vaut à Zhao Erfeng le surnom de « tueur de lamas » ou de « Zhao le boucher ». 
Chargé de consolider le travail fait jusque là, il achève la pacification du Kham en 1908. Les nouvelles règles édictées mettent la région sous l'administration directe des Qing : tous les habitants de Batang deviennent des sujets de l'empereur de Chine et passent sous la juridiction d'un magistrat chinois ; tous les impôts versés traditionnellement aux chefs et monastères locaux sont abolis et remplacés par des impôts payables au Chinois ; tous les habitants relèvent désormais du droit chinois.
James Huston Edgar de la Mission à l'Intérieur de la Chine à Batang était sceptique au sujet du programme de pacification de Zhao Erfeng. 
Zhao Erfeng mène des campagnes armées dans le Tibet, atteignant finalement Lhassa en 1910. Cette intrusion, considérée comme une invasion, entraîna l'exil en Inde du 13e dalaï-lama. Celui-ci peut traverser la vallée de Chumbi grâce au soutien de la population locale qui l'escorte jusqu'à la frontière pour le protéger des troupes de Zhao Erfeng lancées à sa recherche, avec ordre de le capturer ou de le tuer.
Zhao Erfeng est assassiné par ses hommes le 22 décembre 1911 à Chengdu lors d'une révolte chinoise alors que l'Empire sombre,.